# 橋田貴光
橋田 貴光（はしだ たかみつ）は、インディーズAVメーカー・RYMANS及びラキ★プロを中心に活躍しているAV監督。金融マンとしてのサラリーマンの本業をもつ。

## 人物・来歴
- 言葉責めだけで絶頂イカせる『オーガズム言語プログラミング』考案者。（月刊雑誌『スーパー写真塾』コアマガジン刊に連載）
- 「新ハメ撮り御三家」の筆頭候補。
- デビュー作では、投稿雑誌業界では超有名投稿者／愛猫家の妻である恋猫を旦那に内緒でガチ調教。さらに、日本初の目線なし映像収録ということもあり、自主制作ながら、異例の大ヒットセールスを記録した。
- その後は、被写体をAV女優にして、素人サラリーマンゆえの無遠慮な街中での野外調教プレイをする、破天荒な内容が各メディアで話題となる。

## 作品
- 『橋田貴光の素人ガチ撮り個人撮影①屋外調教ドロドロ精液漬け不貞若妻25歳』（ラキ☆プロ・2010-08-21）
- 『橋田貴光の素人ガチ撮り個人撮影②輪姦調教イラマ連続ぶっかけ淫乱ドＭ不貞若妻25歳』（ラキ☆プロ・2010-11-15）
- 『橋田貴光のAV女優ガチ撮り個人撮影① 恋愛ベロ舐め濃厚汁SEX 大堀香奈』（RYMANS・2010-12-20）
- 『橋田貴光のAV女優ガチ撮り個人撮影② 全身つば汁ベロ舐めイラマ少女 鈴木なつ』（RYMANS・2011-1-17）
- 『橋田貴光のAV女優ガチ撮り個人撮影③ 野外露出つば汁ベロ舐め淫乱ドM女 桐岡さつき』（RYMANS・2011-2-21）
- 『橋田貴光のAV女優ガチ撮り個人撮影④ デカパイ野外露出ベロ舐め精液漬けドM女 中居ちはる』（RYMANS・2011-3-21）
- 『橋田貴光のAV女優ガチ撮り個人撮影⑤ 屋外露出ベロ舐め汁漬け淫乱マゾ女 日高ゆりあ』（RYMANS・2011-5-2）
- 『橋田貴光のAV女優ガチ撮り個人撮影⑥ メガパイ野外露出ベロ舐めM女調教記録 北川瞳』（RYMANS・2011-5-30）
- 『橋田貴光のAV女優ガチ撮り個人撮影⑦ 淫舌ベロリン野外露出つば汁漬けドM女 宮岡莉奈』（RYMANS・2011-6-27）
- 『橋田貴光のAV女優ガチ撮り個人撮影⑧ 狂淫ベロ舐め野外露出つば汁漬けマゾ牝 大城かえで』（RYMANS・2011-7-25）
- 『橋田貴光のAV女優ガチ撮り個人撮影⑨ 悪用禁止！！言葉でイキまくる究極洗脳SEX『絶舌ベロ舐め野外トランス超淫M改造』 大堀香奈』（RYMANS・2011-8-29）
- 『橋田貴光のAV女優ガチ撮り個人撮影⑩ 猥舌ベロ舐め野外露出ザーメンM便女 里谷あい』（RYMANS・2011-10-24）